# 몰타의 재외공관 목록

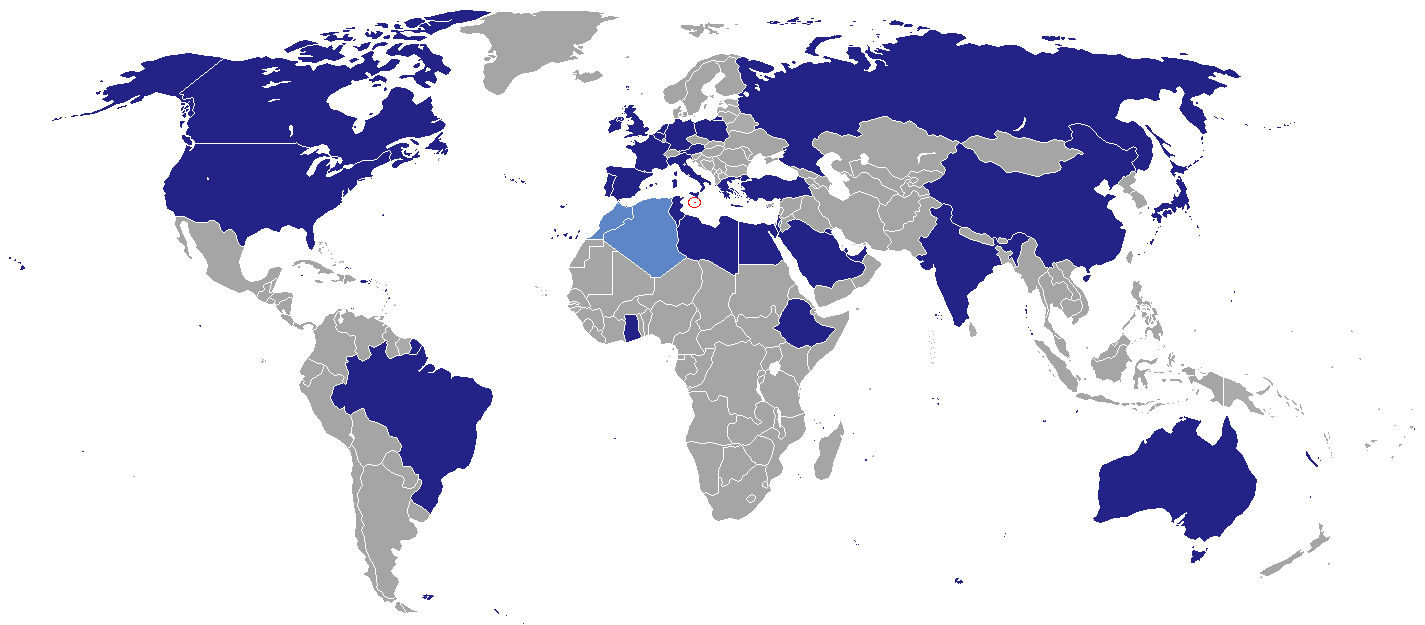
몰타에 상주하고 있는 외교 공관들

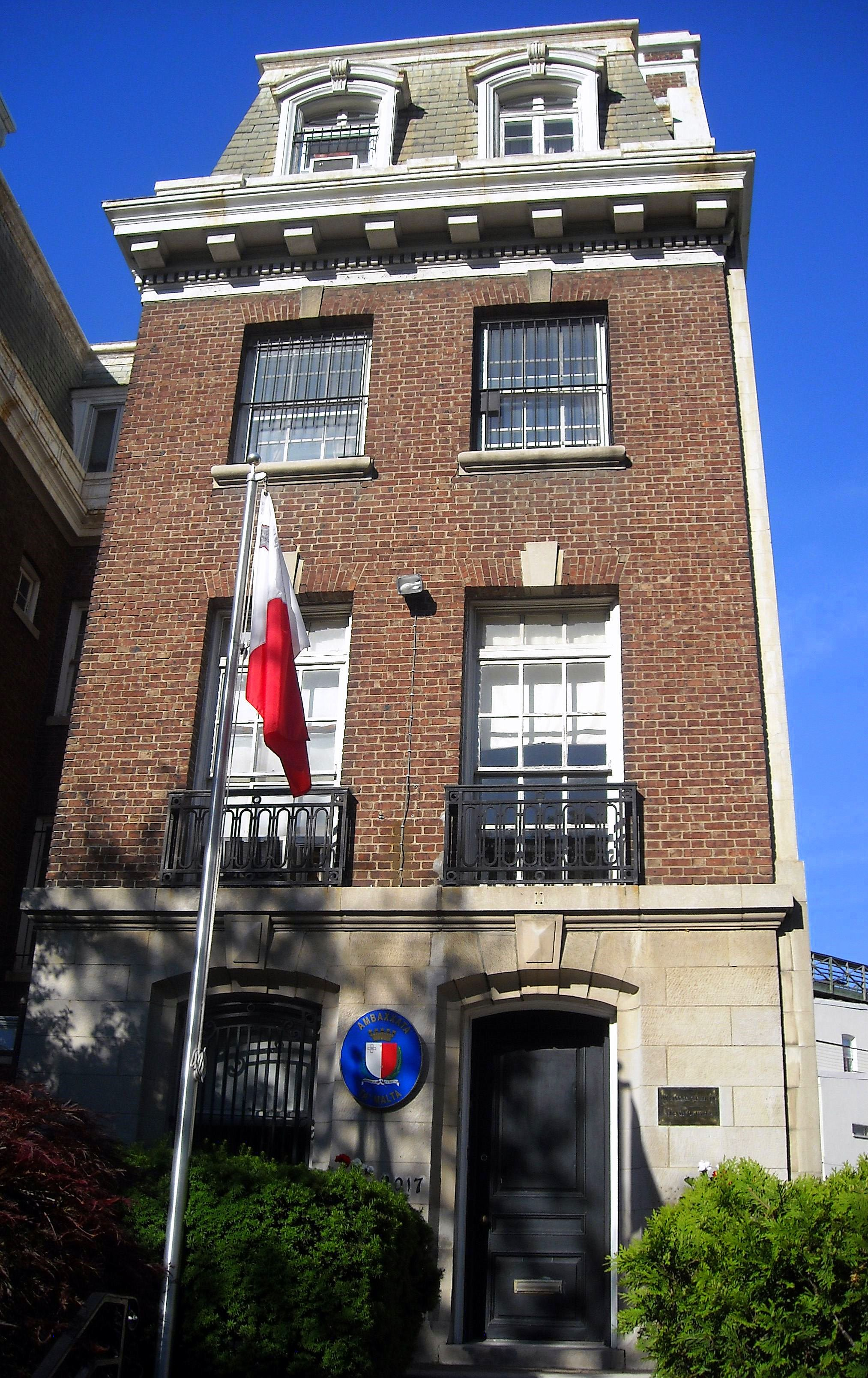
워싱턴 D.C. 주재 몰타 대사관

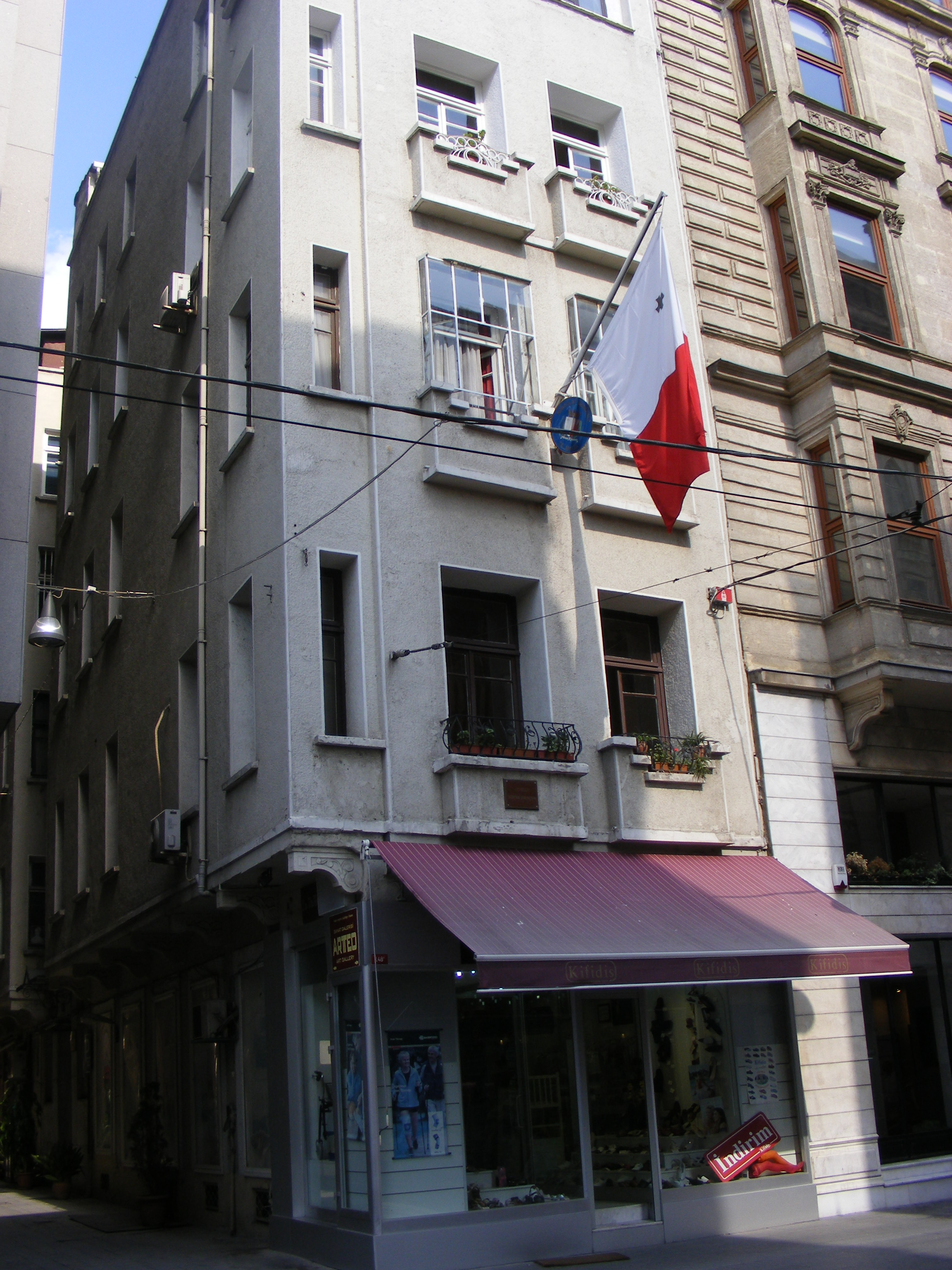
옛 이스탄불 주재 몰타 총영사관

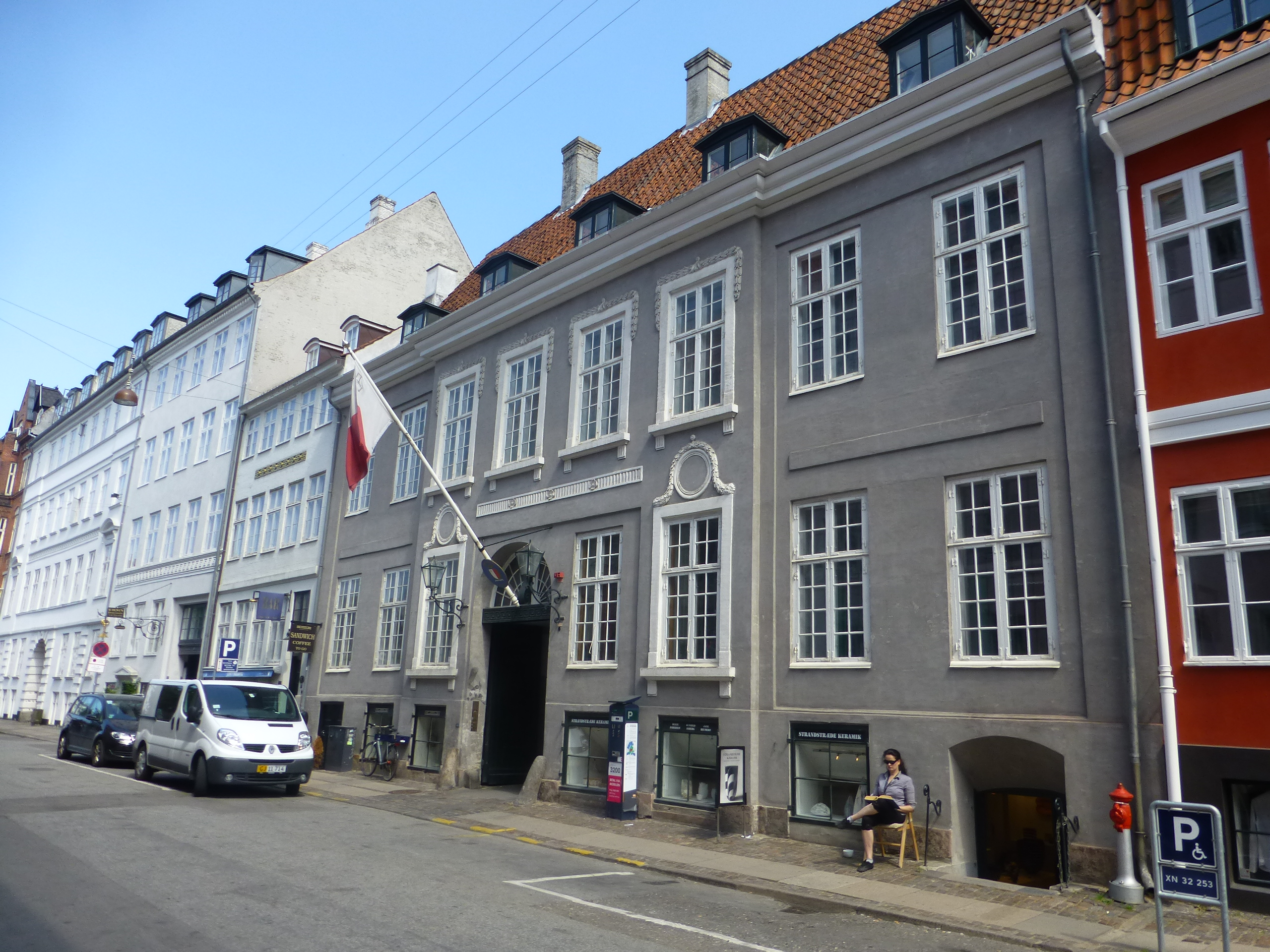
코펜하겐 주재 몰타 대사관

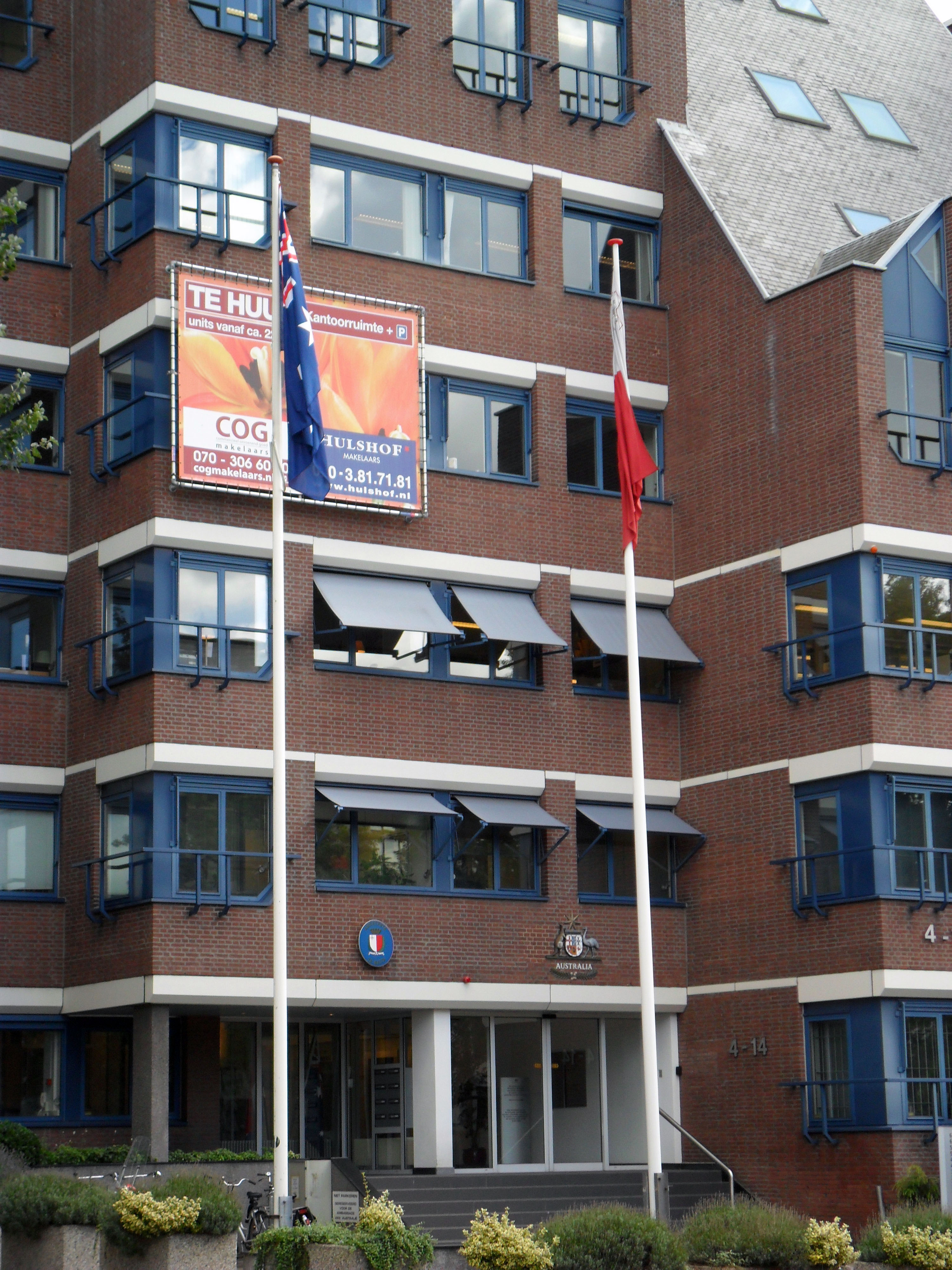
헤이그 주재 몰타 대사관

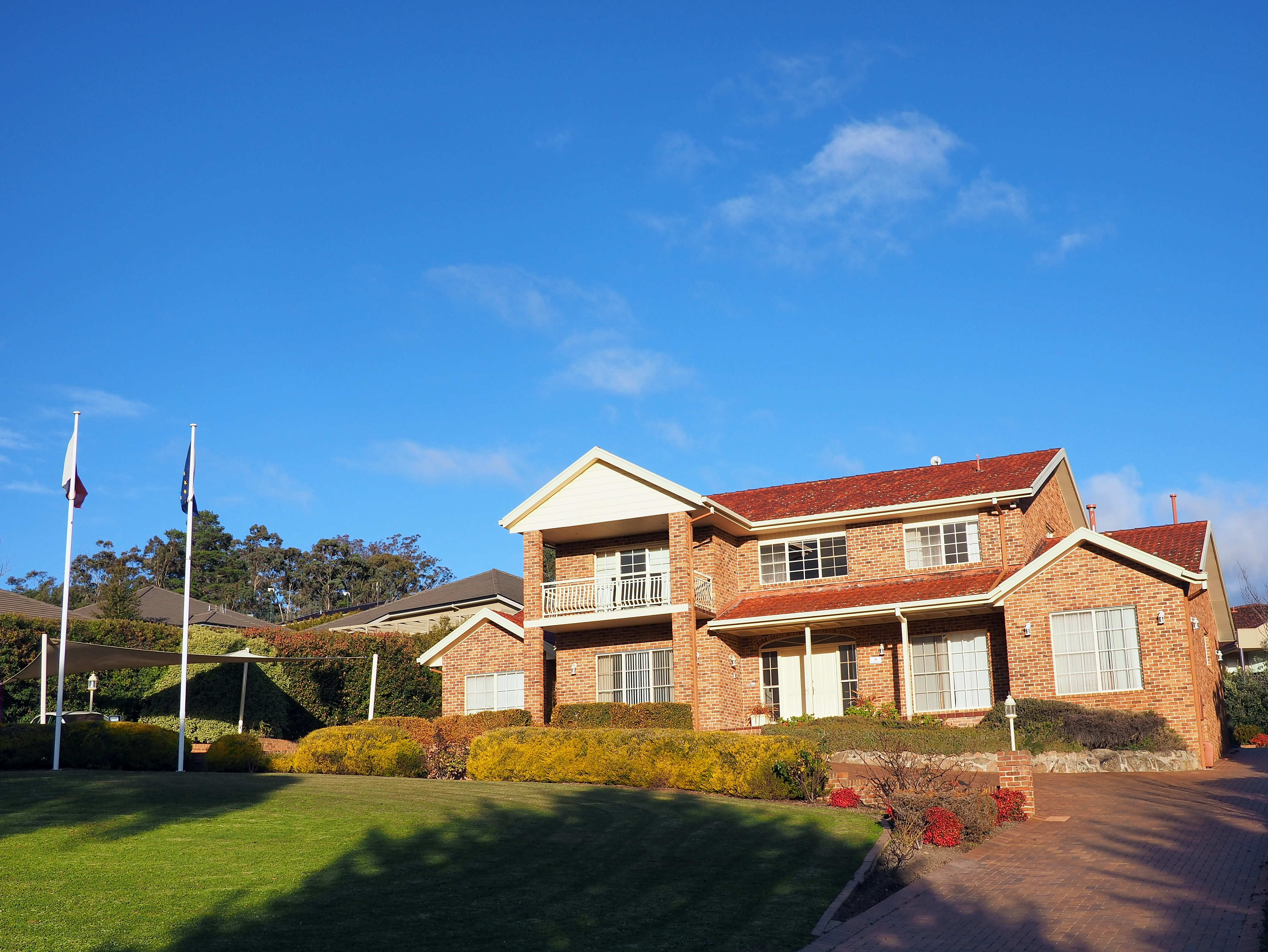
캔버라 주재 몰타 고등판무관 사무소

아래는 몰타의 재외공관 목록이다.

## 아프리카
- 리비아: 트리폴리 (대사관)
- 이집트: 카이로 (대사관)
- 튀니지: 튀니스 (대사관)

## 아메리카
- 미국: 워싱턴 D.C. (대사관)
- 캐나다: 토론토 (총영사관)

## 아시아
- 사우디아라비아: 리야드 (대사관)
- 아랍에미리트: 두바이 (총영사관)
- 이스라엘: 텔아비브 (대사관)
- 인도: 뉴델리 (고등판무관 사무소)
- 일본: 도쿄 (대사관)
- 중화인민공화국: 베이징시 (대사관), 상하이시 (총영사관)
- 튀르키예: 이스탄불 (총영사관)
- 팔레스타인: 라말라 (대표부 사무소)

## 유럽
- 그리스: 아테네 (대사관)
- 네덜란드: 헤이그 (대사관)
- 덴마크: 코펜하겐 (대사관)
- 독일: 베를린 (대사관)
- 러시아: 모스크바 (대사관)
- 벨기에: 브뤼셀 (대사관)
- 스페인: 마드리드 (대사관)
- 아일랜드: 더블린 (대사관)
- 영국: 런던 (고등판무관 사무소)
- 오스트리아: 빈 (대사관)
- 이탈리아: 로마 (대사관)
- 포르투갈: 리스본 (대사관)
- 폴란드: 바르샤바 (대사관)
- 프랑스: 파리 (대사관)

## 오세아니아
- 오스트레일리아: 캔버라 (고등판무관 사무소), 시드니·멜버른 (총영사관)

## 대표부
- 뉴욕: 유엔 몰타 정부 대표부
- 브뤼셀: EU 몰타 정부 대표부
- 제네바: 유엔을 비롯한 그 외의 각 기구들의 몰타 정부 대표부
- 파리: 유네스코 몰타 정부 대표부
- 스트라스부르: 유럽 평의회 몰타 정부 대표부
- 빈: 유엔, 유럽 안보 협력 기구 몰타 정부 대표부
- 로마: FAO 몰타 정부 대표부

## 같이 보기
- 몰타 주재 외국공관 목록